# Piotr Gliński
Piotr Tadeusz Glińskiⓘ (ur. 20 kwietnia 1954 w Warszawie) – polski socjolog, polityk i nauczyciel akademicki, profesor nauk humanistycznych.
Profesor zwyczajny Instytutu Filozofii i Socjologii Polskiej Akademii Nauk oraz Uniwersytetu w Białymstoku, w latach 2005–2011 przewodniczący Polskiego Towarzystwa Socjologicznego. Poseł na Sejm VIII, IX i X kadencji (od 2015), w latach 2015–2023 wiceprezes Rady Ministrów, w latach 2015–2020 oraz 2021–2023 minister kultury i dziedzictwa narodowego, w latach 2020–2021 minister kultury, dziedzictwa narodowego i sportu, w latach 2017–2023 przewodniczący Komitetu do spraw Pożytku Publicznego.

## Życiorys

### Wykształcenie
W 1973 ukończył XXXV Liceum Ogólnokształcące im. Bolesława Prusa w Warszawie. Był instruktorem Związku Harcerstwa Polskiego.
Studiował w Instytucie Nauk Ekonomicznych oraz w Instytucie Socjologii Uniwersytetu Warszawskiego, uzyskując w 1978 magisterium w zakresie ekonomii. Odbył następnie studia doktoranckie w Zakładzie Badań nad Stylami Życia Instytutu Filozofii i Socjologii Polskiej Akademii Nauk.
W 1984 na podstawie pracy Ekonomiczne uwarunkowania stylu życia. Rodziny miejskie w Polsce w latach siedemdziesiątych napisanej pod kierunkiem Andrzeja Sicińskiego uzyskał stopień doktora nauk humanistycznych.
Habilitował się również w Instytucie Filozofii i Socjologii PAN w 1997 na podstawie rozprawy zatytułowanej Polscy Zieloni. Ruch społeczny w okresie przemian. 24 kwietnia 2008 otrzymał tytuł naukowy profesora nauk humanistycznych.

### Działalność naukowa
Zawodowo od końca lat 70. związany z Instytutem Filozofii i Socjologii Polskiej Akademii Nauk, w którym obejmował kolejne stanowiska do profesora zwyczajnego włącznie. Od 1997 do 2005 kierował Zakładem Społeczeństwa Obywatelskiego. Został też profesorem zwyczajnym w Instytucie Socjologii Uniwersytetu w Białymstoku i kierownikiem Zakładu Socjologii na tej uczelni. Wielokrotnie przebywał na stażach zagranicznych, prowadził wykłady na uczelniach europejskich. W pracy naukowej specjalizuje się w badaniu ruchów społecznych, socjologii kultury i społeczeństwa obywatelskiego, a także w kwestiach społecznych aspektów ochrony środowiska. Uczestniczył w pracach Komitetu Badań i Prognoz Polska 2000 oraz Komitetu Człowiek i Środowisko. Był konsultantem instytucji krajowych i międzynarodowych, w tym polskich ministerstw i Programu Narodów Zjednoczonych ds. Rozwoju.
W 1986 współorganizował sekcję prognozowania społecznego Polskiego Towarzystwa Socjologicznego. W latach 1995–1997 był skarbnikiem PTS, pełnił funkcję wiceprzewodniczącego tej organizacji, a w latach 2005–2011 zajmował stanowisko jej przewodniczącego.
Członek Komitetu Socjologii PAN, był przewodniczącym Komitetu Narodowego PAN do spraw Współpracy z Międzynarodowym Stowarzyszeniem Socjologicznym (ISA).
W 1989 został członkiem Społecznego Instytutu Ekologicznego, którym kierował w latach 1997–2003, był członkiem założycielem Towarzystwa na rzecz utworzenia Mazurskiego Parku Narodowego. Został także członkiem Collegium Invisibile.

### Działalność polityczna

#### Do 2015
Od 1976 angażował się w działalność opozycji demokratycznej. Był związany m.in. ze Studenckim Komitetem Solidarności. W latach 80. był członkiem zespołu interwencji i mediacji NSZZ „Solidarność” regionu Mazowsze. Po wprowadzeniu stanu wojennego współorganizował strajk pracowników PAN. W grudniu 1981 został zatrzymany za udział w akcji protestacyjnej, za co ukarano go grzywną. Współpracował z podziemnymi strukturami „Solidarności”. Z powodów politycznych cenzura uniemożliwiła wydanie jego pracy doktorskiej. W latach 80. został również na kilka lat pozbawiony możliwości wykonywania pracy naukowej. Pracował wówczas m.in. jako robotnik wysokościowy w spółdzielni pracy „Alpinex”.
W drugiej połowie lat 90. działał w Wyborczej Koalicji Liderów Ekologicznych, z jej ramienia kandydował bez powodzenia w wyborach parlamentarnych w 1997 z listy Unii Wolności. Był członkiem tej partii od 1998 do 2000. Działał także w różnych innych organizacjach pozarządowych, m.in. Stowarzyszeniu Wolnego Słowa, Stowarzyszeniu Klon/Jawor i Akademii Rozwoju Filantropii.
W 2003 brał udział w tworzeniu partii Zieloni 2004, do której jednak ostatecznie nie przystąpił z powodu różnic programowych.
W 2010 prezydent RP Lech Kaczyński powołał go na członka Narodowej Rady Rozwoju. Został członkiem Zespołu Koordynacyjnego tego gremium.
Przed wyborami prezydenckimi w 2010 wszedł w skład społecznego komitetu poparcia kandydatury Jarosława Kaczyńskiego. Zaangażował się następnie w działalność założonego przez członków tego gremium Stowarzyszenia Polska Jest Najważniejsza. 1 października 2012 Prawo i Sprawiedliwość zapowiedziało zgłoszenie kandydatury Piotra Glińskiego na premiera wraz z wnioskiem o konstruktywne wotum nieufności wobec rządu Donalda Tuska. Do złożenia takiego wniosku doszło 11 lutego 2013. Sejm 8 marca 2013 odrzucił wniosek PiS. Piotr Gliński kontynuował współpracę z tą partią, 15 lutego 2014 stanął na czele nowo powołanej rady programowej PiS.
26 czerwca 2014 PiS złożyło kolejny wniosek o konstruktywne wotum nieufności wobec rządu Donalda Tuska, ponownie wskazując Piotra Glińskiego jako kandydata na premiera. Sejm odrzucił ten wniosek 11 lipca 2014. Około rok później Piotr Gliński został członkiem PiS. We wrześniu 2016 wszedł w skład komitetu politycznego tej partii.
Był członkiem komitetu naukowego II i III Konferencji Smoleńskiej z lat 2013–2014 zajmującej się katastrofą samolotu Tu-154 w Smoleńsku z 10 kwietnia 2010. Zasiadł w radzie Fundacji Reduta Dobrego Imienia – Polska Liga przeciw Zniesławieniom. Był także współzałożycielem Fundacji Dyplomacja i Polityka. Został przewodniczącym Stowarzyszenia „Program dla Polski” oraz członkiem rady programowej kongresu Polska Wielki Projekt.

#### Od 2015
W wyborach parlamentarnych w 2015 kandydował do Sejmu w okręgu łódzkim z pierwszego miejsca na liście PiS. Uzyskał mandat posła VIII kadencji, otrzymując 41 697 głosów.
16 listopada 2015 objął urzędy wicepremiera oraz ministra kultury i dziedzictwa narodowego w rządzie Beaty Szydło. Kierując resortem kultury i dziedzictwa narodowego, powołał kilkadziesiąt nowych instytucji kultury (m.in. Instytut Solidarności i Męstwa, Instytut Dziedzictwa Myśli Narodowej im. Romana Dmowskiego i Ignacego Jana Paderewskiego, Instytut Dziedzictwa Solidarności, Muzeum Pamięć i Tożsamość im. św. Jana Pawła II w Toruniu (wspólnie z Fundacją „Lux Veritatis”), Muzeum Ziem Wschodnich Dawnej Rzeczypospolitej, Muzeum – Dom Rodziny Pileckich w Ostrowi Mazowieckiej, Narodowy Instytut Polskiego Dziedzictwa Kulturowego za Granicą „Polonika”, Instytut Literatury, Narodowy Instytut Architektury i Urbanistyki, Polską Operę Królewską), a także podjął decyzję o współprowadzeniu kilkunastu instytucji wspólnie z władzami samorządowymi (m.in. Muzeum Żołnierzy Wyklętych w Ostrołęce, Panteonu Górnośląskiego, Zespołu Pieśni i Tańca „Śląsk”, Państwowego Zespołu Ludowego Pieśni i Tańca „Mazowsze”). Wzbudził kontrowersje, doprowadzając do odwołania przed upływem kadencji szeregu dyrektorów instytucji podlegających MKiDN, którzy objęli stanowiska za rządów koalicji PO-PSL, m.in. dyrektora Muzeum II Wojny Światowej w Gdańsku Pawła Machcewicza, dyrektora Instytutu Adama Mickiewicza Pawła Potoroczyna czy dyrektor Polskiego Instytutu Sztuki Filmowej Magdaleny Sroki. Część zwolnionych dyrektorów zarzucała Piotrowi Glińskiemu złamanie prawa i wystąpiła na drogę sądową. Odmówił także powołania na kolejną kadencję dyrektora Muzeum Historii Żydów Polskich Polin Dariusza Stoli, który wygrał konkurs na to stanowisko, zarzucając mu upolitycznienie placówki. Decyzja ta wywołała krytykę m.in. środowisk żydowskich w kraju i za granicą, a kilka tysięcy osób podpisało petycję domagającą się nominacji Dariusza Stoli. W grudniu 2016 podpisał z Fundacją Książąt Czartoryskich umowę o przejęciu przez Skarb Państwa zbiorów Czartoryskich (m.in. Damy z gronostajem Leonarda da Vinci i Krajobrazu z miłosiernym Samarytaninem Rembrandta) wraz z nieruchomościami w Krakowie oraz Zamku w Gołuchowie.
8 listopada 2017 został powołany przez prezydenta Andrzeja Dudę na stanowisko przewodniczącego Komitetu do spraw Pożytku Publicznego. W trakcie sprawowania tego urzędu doprowadził m.in. do powołania Narodowego Instytutu Wolności – Centrum Rozwoju Społeczeństwa Obywatelskiego oraz Rady Dialogu z Młodym Pokoleniem. 11 grudnia 2017 ponownie objął urzędy wicepremiera, ministra kultury i dziedzictwa narodowego oraz przewodniczącego Komitetu do spraw Pożytku Publicznego w nowo utworzonym rządzie Mateusza Morawieckiego. 24 czerwca 2019 został przewodniczącym Komitetu Społecznego Rady Ministrów. W wyborach parlamentarnych w tym samym roku uzyskał ponownie mandat poselski, otrzymując 43 626 głosów.
W grudniu 2018 Rada Naukowa jego macierzystego Instytutu Filozofii i Socjologii PAN przyjęła oświadczenie, w którym wyraziła zaniepokojenie jego działaniami, sprawiającymi wrażenie podporządkowania sfery kultury jednolitej opcji ideowej i naruszającymi przyjęte zasady funkcjonowania instytucji publicznych. Rada skrytykowała m.in. arbitralne decyzje dotyczące zmian kadrowych oraz ton wypowiedzi, nielicujące w jej ocenie z godnością urzędnika państwowego.
15 listopada 2019 Piotr Gliński został powołany na tożsame funkcje rządowe, wchodząc w skład utworzonego wówczas drugiego rządu dotychczasowego premiera. 6 października 2020 w ramach rekonstrukcji gabinetu przeszedł na stanowisko ministra kultury, dziedzictwa narodowego i sportu, przejmując dodatkowe obowiązki z resortu sportu kierowanego dotąd przez Danutę Dmowską-Andrzejuk. Pozostał jednocześnie na pozostałych stanowiskach w rządzie. 26 października 2021, po zmianach w strukturze ministerstw, powrócił na urząd ministra kultury i dziedzictwa narodowego, zachowując przy tym pozostałe funkcje rządowe.
Funkcję wiceprezesa Rady Ministrów pełnił do 21 czerwca 2023; ustąpił razem z innymi wicepremierami w związku z ponownym wejściem Jarosława Kaczyńskiego do rządu. W wyborach w tym samym roku był liderem listy PiS w okręgu warszawskim. Został wybrany do Sejmu X kadencji, zdobywając 135 339 głosów (co stanowiło drugi wynik spośród wszystkich kandydatów PiS do Sejmu w tych wyborach). 27 listopada 2023 zakończył pełnienie funkcji ministra oraz przewodniczącego Komitetu do spraw Pożytku Publicznego, odchodząc z administracji rządowej.

## Życie prywatne
Jest praprawnukiem Józefa Glińskiego, powstańca styczniowego, który zmarł w wyniku ran odniesionych w bitwie pod Budą Zaborowską. Jego rodzicami byli architekt Tadeusz Gliński oraz Marta Alicja Glińska, sanitariuszka w batalionie „Zośka” Armii Krajowej podczas powstania warszawskiego. Jest żonaty z Renatą Koźlicką-Glińską, która objęła stanowisko dyrektora programowego Polsko-Amerykańskiej Fundacji Wolności. Ma córkę i syna. Jest bratem reżysera Roberta Glińskiego.
W młodości trenował judo, zajmował się startami w maratonach i krótszych biegach, a także biegami narciarskimi. Pracował jako kaskader, m.in. przy realizacji serialu Polskie drogi i filmu Przepraszam, czy tu biją?.

## Odznaczenia i wyróżnienia
W 2011, za wybitne zasługi w działalności na rzecz budowania społeczeństwa obywatelskiego, za osiągnięcia w podejmowanej z pożytkiem dla kraju pracy zawodowej i społecznej, prezydent Bronisław Komorowski odznaczył go Krzyżem Oficerskim Orderu Odrodzenia Polski.
W 2009 otrzymał Medal Komisji Edukacji Narodowej. W 2022 uhonorowany Orderem Księcia Jarosława Mądrego V klasy. W 2023 otrzymał Odznakę „Honoris Gratia”.
W 1996 wyróżniony Nagrodą im. Stanisława Ossowskiego. W 2015 został honorowym członkiem Stowarzyszenia Studenci dla Rzeczypospolitej. W grudniu 2018 został ogłoszony laureatem nagrody „Człowiek Wolności 2018” tygodnika „Sieci”. W maju 2019 otrzymał tytuł honorowego obywatela Wiślicy.

## Publikacje
- Civil society in the making (red.), IFiS PAN, Warszawa 2006.
- Człowiek-środowisko-zdrowie. Problemy polskie z prognostycznego punktu widzenia (oprac.), KPPRK PAN, Warszawa 1985.
- Katastrofa smoleńska, Reakcje społeczne, polityczne i medialne (red.), IFiS PAN, Warszawa 2011.
- Kulturowe aspekty struktury społecznej. Fundamenty, konstrukcje, fasady (red.), IFiS PAN, Warszawa 2010.
- Oburzeni (współautor), Biały Kruk, Kraków 2013.
- Polscy Zieloni. Ruch społeczny w okresie przemian, IFiS PAN, Warszawa 1996.
- Samoorganizacja społeczeństwa polskiego. III sektor i wspólnoty lokalne w jednoczącej się Europie (red.), IFiS PAN, Warszawa 2002.
- Socjologia i Siciński. Style życia, społeczeństwo obywatelskie, studia nad przyszłością (red.), IFiS PAN, Warszawa 2009.
- Społeczne aspekty ochrony i kształtowania środowiska w Polsce, Wyd. SGGW-AR, Warszawa 1990.
- Style działań organizacji pozarządowych w Polsce. Grupy interesu czy pożytku publicznego?, IFiS PAN, Warszawa 2006.
- Teorie wspólnotowe a praktyka społeczna. Obywatelskość, polityka, lokalność (red.), IFiS PAN, Warszawa 2005.
- Wygaszanie Polski 1989–2015 (współautor), Biały Kruk, Kraków 2015.